# Walentyna Radsymowska

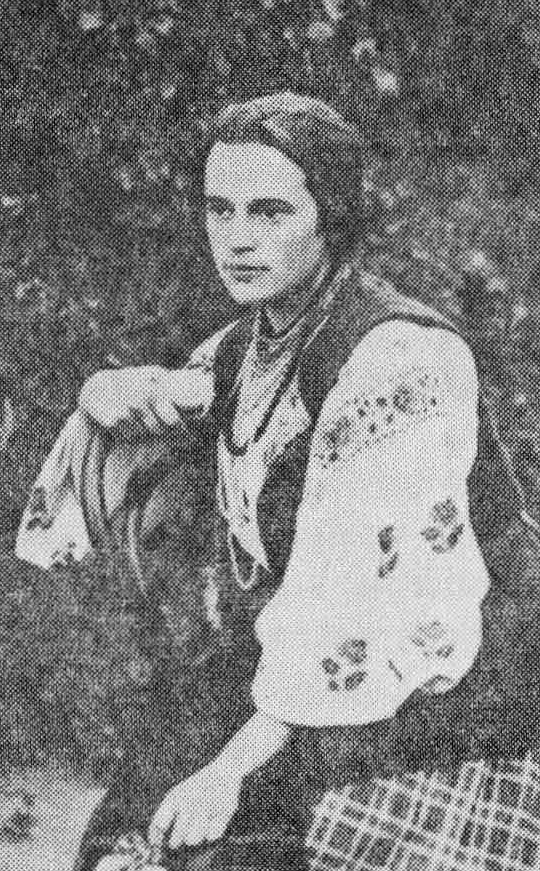
Walentyna Radsymowska (1905)

Walentyna Wassyliwna Radsymowska (ukrainisch Валентина Василівна Радзимовська; * 10. Oktober 1886 in Lubny, Gouvernement Poltawa, Russisches Kaiserreich; † 22. Dezember 1953 in Champaign, Illinois) war eine ukrainisch-sowjetische Biochemikerin, Physiologin, Ärztin, Autorin, Politikerin und Professorin.

## Biografie

### Studium und politische Aktivität
Ihre Mutter Ljubow Janowska gab ihr zu Hause eine Grundschulausbildung. Radsymowska besuchte Mädchengymnasien in Lubny und Kiew. 1903 nahm sie naturwissenschaftliche Frauenkurse in Sankt Petersburg. Dort lernte sie Dmytro Donzow kennen. Sie kehrte 1905 nach Kiew zurück. 1906 schrieb sie sich für höhere Frauenkurse an der naturwissenschaftlichen Fakultät in Kiew ein. Sie wechselte später in die medizinische Abteilung. 1908 wurde Donzow verhaftet. Sie befreite ihn gegen Kaution und brachte ihn heimlich ins Ausland. 1909 wurde sie Mitglied der Wissenschaftlichen Gesellschaft Schewtschenko. 1913 erlangte sie einen Doktortitel, eröffnete eine private Arztpraxis und war eine der ersten Ärztinnen in Kiew. Während des Ersten Weltkriegs behandelte sie als Chirurgin Verwundete in Lazaretten.
Nach Beginn der Februarrevolution 1917 kandidierte Radsymowska im Juli 1917 als Mitglied des Blocks der Ukrainischen Sozialdemokratischen Arbeiterpartei und der ukrainischen Partei der Sozialrevolutionäre für die Kiewer Stadtduma. Im September wurde sie zur stellvertretenden Vorsitzenden des Kiewer Ukrainischen Rates gewählt, dem sie im März 1918 vorstand. Zudem arbeitete sie im Gesundheitsministerium der Ukrainischen Volksrepublik. Im April 1918 trat sie als Reaktion auf Pawlo Skoropadskyjs Putsch gegen die Zentralna Rada von ihrem politischen Amt zurück. Laut Donzow nahmen in der Nacht vom 5. auf den 6. Januar 1919 er, Wolodymyr Schemet, Mykola Michnowskyj und Jewhen Konowalez an einem Treffen in Radsymowskas Büro teil, in dem sie über einen Militärputsch gegen die Bolschewiki diskutierten. Konowalez wies alles zurück, weil er sich nicht sicher war, ob ein solcher Plan von den linken ukrainischen Parteien unterstützt werden würde und ob sie mit solchen Aktionen nicht die Russen provozieren würden.

### Wissenschaftliche Arbeit

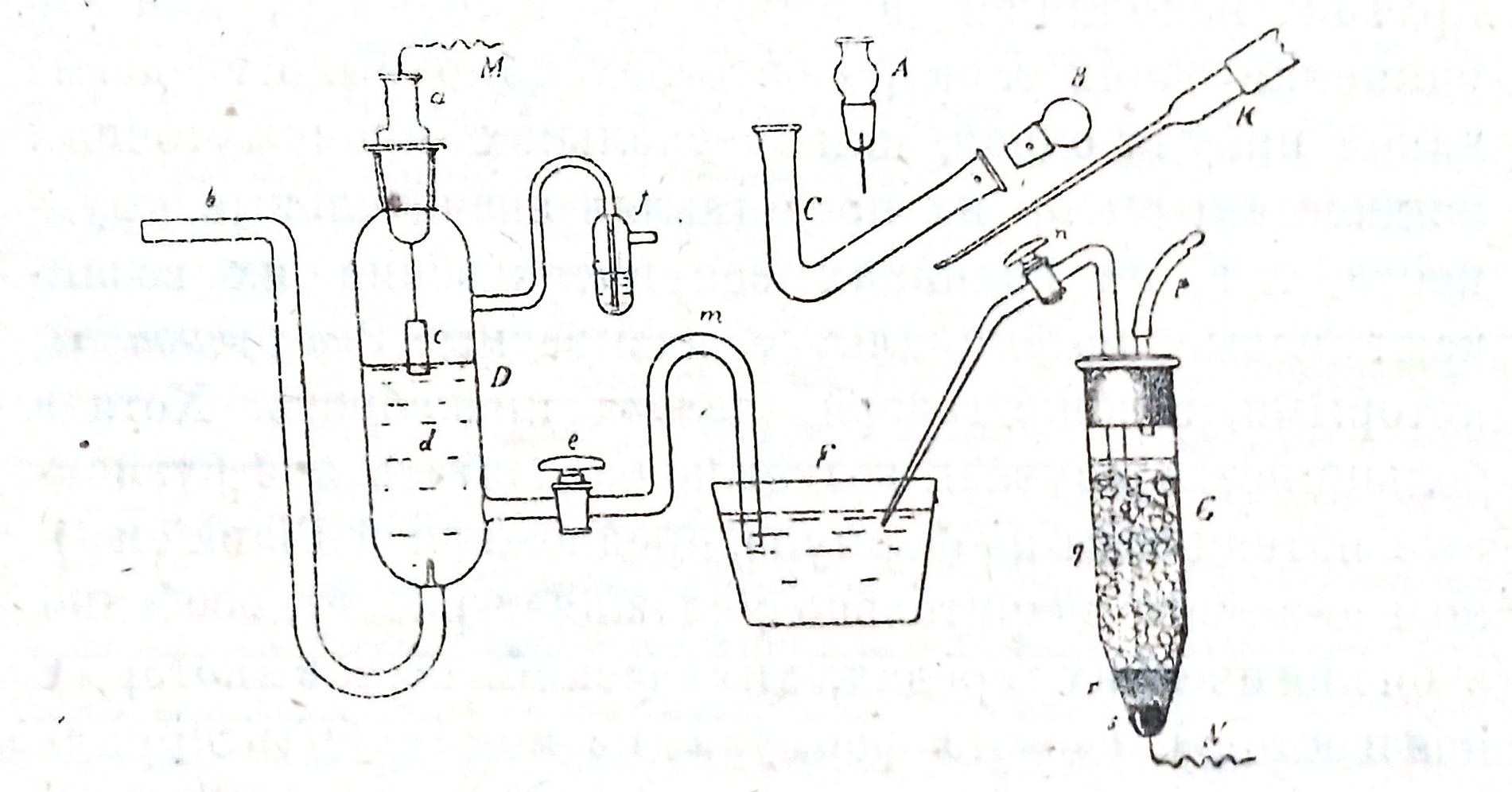
Skizze von Radsymowskas pH-Messgerät

Radsymowska war eine der ersten, die unter der Leitung Oleksij Sadowens den Grad einer Privatdozentin an der Universität Sankt Wolodymyr erlangte. Er war ständig krank, sodass sie die gesamte Arbeit seiner Abteilung übernehmen musste. Gleichzeitig beschäftigte sich Radsymowska mit den Problemen der Vorschulerziehung. Anfang der 1920er Jahre drohte eine Hungersnot, die es schwierig machte, Kinder zu ernähren. Sie wandte sich an das ukrainische Rote Kreuz mit der Idee, in Irpin ein Lager für Waisenkinder zu organisieren. 1922 analysierten Radsymowska und zwei Assistenten den Zustand von 6.845 Kindern in Kiew und nahmen 27.380 Messungen vor. Sie konnte nachweisen, dass alle Indikatoren für Unterernährung bei Kindern aus Kiew niedriger waren als bei anderen Gleichaltrigen und dass die Entwicklung ihrer Körper verzögert war. 1923 erschien ihre Monografie „Kinder der Revolution“, in der sie die Auswirkungen von Unterernährung auf die Entwicklung von Kindern thematisierte. Die Monografie wird heute in der Nationalen wissenschaftlichen medizinischen Bibliothek der Ukraine in Kiew aufbewahrt.
Oleksij Krontowskyj, ein Professor an der Abteilung für allgemeine Pathologie am Kiewer Medizinischen Institut, schlug Radsymowska vor, Zellen aus dem Körper zu trennen und zu untersuchen, wie sich Säure auf den Zustand der Zellen und dem Gewebe auswirkt. Anschließend schrieb sie ihre Dissertation über das Überleben von Zellen außerhalb des Körpers unter Bedingungen unterschiedlichen Säuregehalts und erlangte den Grad einer Doktorin der Naturwissenschaften. Sie führte mehr als 50 Versuchsreihen durch und entwickelte im Alleingang ein spezielles Gerät zur Messung des pH-Wertes von Zellen, die aus dem Körper von Tieren entnommen wurden. Die Universität Sankt Wolodymyr wurde inzwischen in Institut für nationale Bildung umbenannt. 1924 erhielt Radsymowska dort eine Professur und wurde Leiterin der Abteilung für Physiologie. Sie war die Autorin von mehr als 60 Werken zur Biochemie, Pathophysiologie, Pädiatrie, Neuropsychologie und Physiologie. Ihre Forschung brachte eine Reihe moderner Technologien hervor, darunter die Entwicklung von Impfstoffen und die Züchtung von Embryonen während der künstlichen Befruchtung.

### Verhaftung
1928 begab sie sich auf eine Geschäftsreise nach Deutschland, wo sie sich mit Physiologen traf. Am 14. September 1929 wurde Radsymowska vom politischen Sonderdienst der Sowjetunion verhaftet. Ihr wurde die Beteiligung an einer „ukrainischen konterrevolutionären Untergrundorganisation“ vorgeworfen, die angeblich darauf abzielte, die sowjetische Regierung zu stürzen. Außerdem wurde ihr vorgeworfen, während des Besuchs in Deutschland bereit gewesen zu sein, den Anweisungen und Aufträgen Kiewer und deutscher Konterrevolutionäre Folge zu leisten. Laut einer KGB-Akte trug ihre ehemalige Mitgliedschaft im Ukrainischen Rat, der in Opposition zur überwiegend pro-russischen Stadtduma entstanden war, ebenfalls zu ihrer Verhaftung bei, weil sie für eine bürgerlich-nationalistische Partei kandidiert hatte. Darüber hinaus sagten einige inhaftierte Wissenschaftler gegen Radsymowska aus. Sie war mehr als sieben Monate in Einzelhaft und kündigte einen Hungerstreik an. Zu ihrer Verteidigung sagte sie, dass russischsprachige Menschen wie Mykola Straschesko ihrer Kandidatur für die Professur zustimmten, während Ukrainer dagegen waren. Am 29. März 1930 unterzeichnete der Ermittler ein Dekret über ihre Freilassung, und am 26. Mai wurde der Fall endgültig abgeschlossen.
Als Radsymowska aus dem Gefängnis entlassen wurde, setzte sie ihre wissenschaftliche Tätigkeit fort. Sie untersuchte insbesondere Veränderungen im Blut von Tuberkulosepatienten, Veränderungen im Stoffwechsel bei genesenden Patienten, und berücksichtigte den Einfluss klimatischer Faktoren. Die sowjetischen Behörden erlaubten ihr nicht, Führungspositionen zu bekleiden und ihre Karriere voranzutreiben. Sie bewarb sich für Wettbewerbe und wollte zum Weltkongress der Physiologen nach Moskau gehen, wurde aber abgelehnt. Von 1939 bis 1941 war sie Teilzeitprofessorin am Pädagogischen Institut Melitopol. Von 1941 bis 1943 arbeitete sie in der pathophysiologischen Abteilung des Forschungsinstituts für Tuberkulose in Kiew.

### Auswanderung
Während der deutschen Besatzung im Großen Vaterländischer Krieg nahm Radsymowska an Versuchen teil, das ukrainische Nationalleben unter den Deutschen wiederherzustellen. Sie war in einer Kommission zur Unterstützung kultureller und wissenschaftlicher Persönlichkeiten der Stadtverwaltung Kiews tätig, organisierte wissenschaftliche Labore in medizinischen Einrichtungen und trug zur Wiederherstellung der medizinischen Versorgung der Menschen in Kiew bei. 1943 zog sie nach Lwiw, wo sie mit Erlaubnis der Deutschen als Professorin der Abteilung für Physiologie am Medizinischen Institut arbeitete.
Sie erkannte schließlich, dass die deutsche Besatzungsmacht der Entwicklung der ukrainischen Gemeinschaft gleichgültig gegenüberstand. Sie verließ Lwiw im März 1944 und zog im Mai darauf nach Bratislava. Dort arbeitete sie nach dem Abschluss einer Sonderprüfung in der chirurgischen Abteilung eines Krankenhauses. Sie zog im Januar 1945 nach Deutschland und lebte ab August dieses Jahres in München. Dort arbeitete sie an einer von der UNRRA gegründeten Universität für Vertriebene als Professorin und Leiterin der Abteilung für Physiologie. Später arbeitete sie in der Veterinärfakultät des Ukrainischen Technischen- und Wirtschaftsinstituts, das 1932 in Tschechien gegründet und 1945 nach Deutschland verlegt wurde. Ab 1950 lebte sie in den USA. Sie war eine der Gründerinnen der medizinischen Abteilung der Ukrainischen Akademie der Künste und Wissenschaften in den USA. Radsymowska erlitt einen Schlaganfall und konnte danach nicht mehr lesen. Sie verbrachte die letzten Jahre ihres Lebens in der Familie ihres Sohnes Jewgeni, einem Professor an der University of Illinois at Urbana-Champaign, und ist auf einem Friedhof in Illinois begraben.